# Monticano
Il Monticano (Montegan in veneto, anticamente Motegan) è un fiume del Veneto che scorre interamente nella provincia di Treviso.
Nasce sul monte Piai (540 m), piccolo rilievo presso Cozzuolo (frazione di Vittorio Veneto), da tre sorgenti. Da qui scaturiscono i rami detti rispettivamente Monticanello, rio Montagnana e rio Col di Stella. Convenzionalmente viene considerata come sorgente principale quella del rio Montagnana. La più spettacolare è quella da cui origina il rio Col di Stella, che non è però visitabile perché un pozzetto di captazione delle acque ne impedisce la vista; si trova in località le Perdonanze, a pochi metri da una stradina panoramica frequentata da cicloturisti.

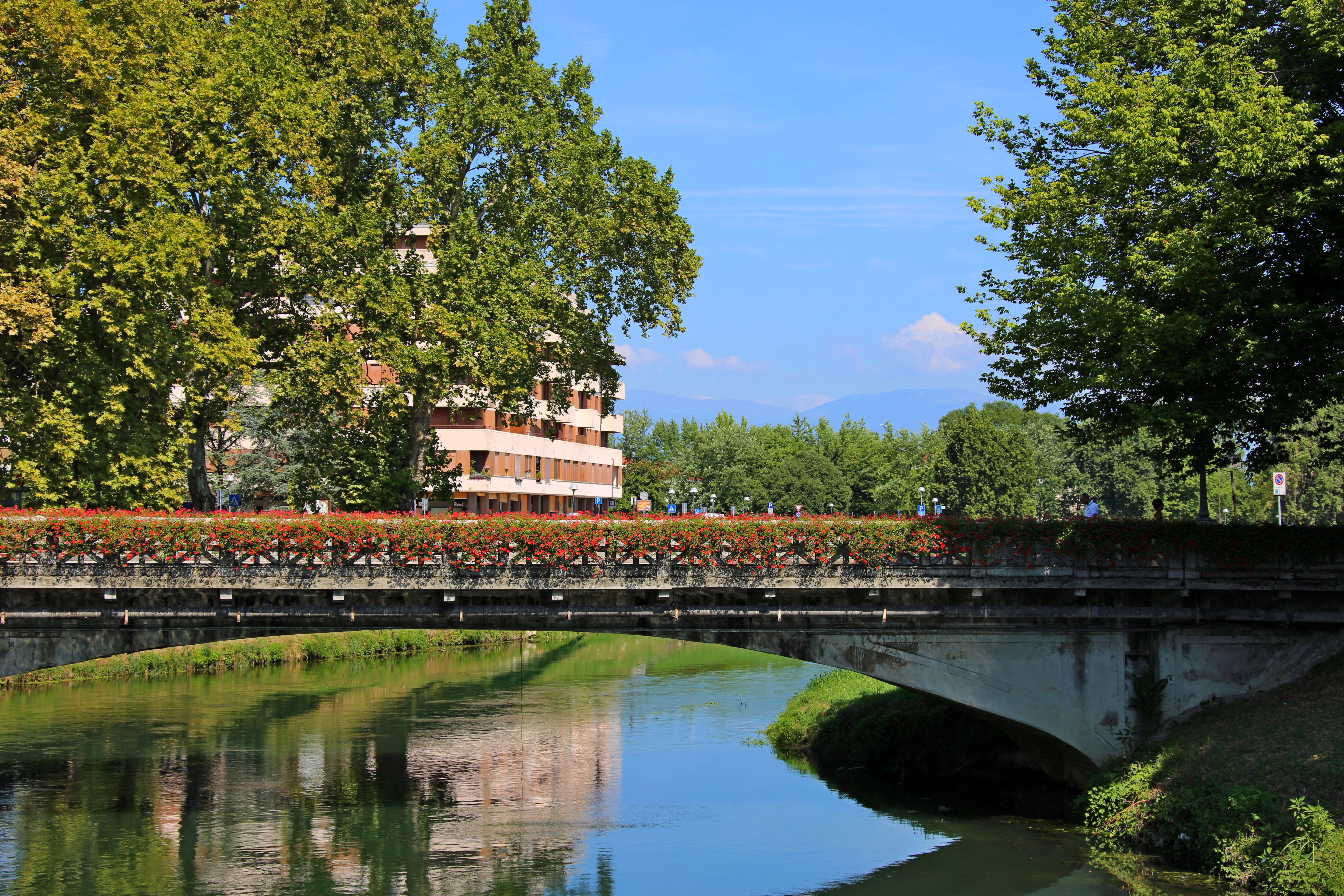
Ponte sul fiume Monticano a Oderzo

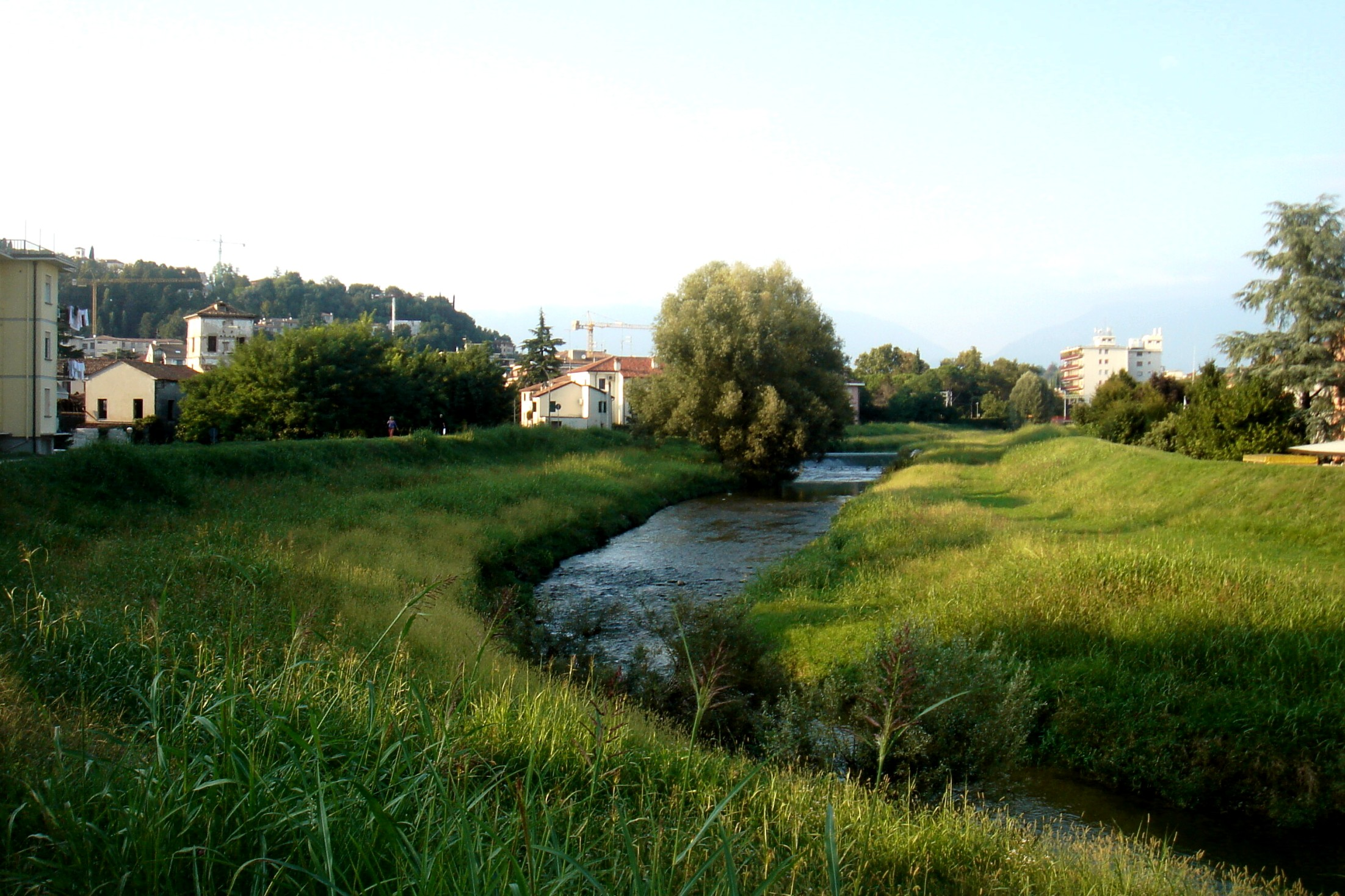
Il Monticano a Conegliano

Dopo un percorso di poco più di un centinaio di metri, il rio Col di Stella forma una cascata di circa 50 metri, denominata Pisson, un tempo ben più copiosa. La pozza alla base della cascata è facilmente raggiungibile ed è meta di escursioni didattiche. L'accesso è assai spettacolare: si percorre una forra di marna, arenaria e conglomerato, che identificano le origini geologiche non solo del monte Piai ma di tutti i colli circostanti.
Attraversa Conegliano, dove il "canale Refosso" lo metteva in collegamento con il torrente Ruio. All'altezza di Sarano (località non frazione di Santa Lucia di Piave) e precisamente nella zona denominata Tre Acque, riceve da destra il torrente Crevada e, poco oltre, il Cervada. Nella zona di Mareno di Piave e Vazzola scorre tra argini rialzati. Attraversa quindi Fontanelle, dove riceve le acque di numerose risorgive, Oderzo, Gorgo al Monticano e presso Motta di Livenza confluisce da destra nel fiume Livenza. La confluenza risulta spostata dopo la deviazione del Livenza e del Monticano in seguito all'alluvione del 1882.
L'idronimo, attestato nel 962 come Montegano, corrisponde a una forma aggettivale derivata da monte. Infatti, a differenza di altri fiumi della zona, non nasce in pianura da risorgive ma nella soprastante area collinare.
Il suo bacino idrografico ricade nell'area di competenza del Consorzio di bonifica Piave.